# Quando visse Cristo?
Quando visse Cristo? è un saggio di Domenico Argentieri sulla vita di Gesù, edito da Fratelli Bocca Editori nel 1945.

## Contenuti
Nella prefazione a Quando visse Cristo?, Domenico Argentieri introduce il problema della precisa determinazione dell'epoca di Gesù Cristo come una questione di rilevanza storica universale. Egli osserva che, "se altri prima non è riuscito nell'intento, credo se ne debba ricercar la ragione nella soverchia specializzazione delle moderne ricerche scientifiche". Argentieri argomenta che "lo storico moderno si trova generalmente disorientato nel campo linguistico, ed è spesso costretto a chiedere l'aiuto degli egittologi, assiriologi, ebraisti, arabisti, ecc.; quando poi si trova davanti ad avvenimenti connessi a fenomeni celesti, il suo disagio cresce, e sente il bisogno di rivolgersi agli astronomi".
In contrasto con questa frammentazione del sapere, Argentieri sottolinea come i suoi "studî giovanili nel campo delle lingue orientali e nel campo astronomico" gli abbiano fornito una preparazione fondamentale per affrontare in modo unitario la complessa questione cronologica trattata nel libro.
Argentieri proponeva una concordanza tra la nascita di Gesù e il censimento della Giudea sotto Publio Sulpicio Quirino, in linea con le indicazioni di Luca e Flavio Giuseppe. Tuttavia, Argentieri distingueva tra il primo e il secondo governatorato di Quirino, basandosi su un'iscrizione rinvenuta a Tibur nel 1764.
Sempre secondo la ricostruzione di Argentieri, fondata su studi di astrofisica, la "stella dei Re Magi" veniva identificata con la cometa apparsa nell'12 a.C. e successivamente nota come cometa di Halley. Correlando questa analisi astronomica con il Vangelo di Matteo e il racconto del massacro degli innocenti, Argentieri calcolava la data di nascita di Gesù tra il 24 e il 25 dicembre dell'11 a.C. e la sua morte l'11 aprile del 27 d.C.

## Accoglienza
L'opera ha ricevuto attenzione anche in contesti scientifici a distanza di anni dalla sua pubblicazione. Un'analisi degli aspetti astronomici di Quando visse Cristo? fu pubblicata da Johan Stein nelle Memorie della Società Astronomica Italiana nel 1946. Nella sua nota, Stein riconosce come Argentieri definisca la precisa determinazione dell'epoca di Cristo come il problema più importante della storia, sostenendo di aver trovato una soluzione univoca attraverso la "Cronologia Astronomica" e una rigorosa preparazione storica. Stein precisa che la sua analisi si concentra unicamente sugli argomenti di natura astronomica presentati da Argentieri, lasciando l'esame degli aspetti puramente storici alle riviste specializzate in esegesi biblica.
Riguardo alla nascita di Cristo, Stein rileva che Argentieri parte dalla supposizione che la Stella dei Magi fosse la cometa di Halley, il cui passaggio al perielio era stato calcolato dagli astronomi Philip Herbert Cowell e Andrew Crommelin per l'8 ottobre del 12 a.C., rimanendo visibile per circa due mesi.
Tuttavia, Stein sottolinea una potenziale incongruenza con il racconto evangelico. Ammettendo la veridicità storica della narrazione, l'autore si trova costretto a distinguere tra due apparizioni ai Magi: una avvenuta in Oriente e un'altra in Giudea. Stein argomenta che, essendo trascorso almeno un anno dalla prima apparizione, la cometa sarebbe già scomparsa dal cielo. Inoltre, cita Tycho Brahe per sottolineare che, se la cometa fosse stata ancora visibile, non avrebbe potuto guidare i Magi fermandosi sopra la casa dove si trovava il bambino, come descritto nel Vangelo.

## Edizioni
- Quando visse Cristo?, collana Piccola Biblioteca di Scienze Moderne, Milano, Fratelli Bocca Editori.